# Endodesmieae
Endodesmieae es una tribu de  plantas  de la subfamilia Kielmeyeroideae.

## Géneros
- Endodesmia
- Lebrunia